# Naja ashei
Espèce
Naja ashei est une espèce de serpents de la famille des Elapidae.

## Répartition
Cette espèce se rencontre en Éthiopie, en Somalie, au Kenya et en Ouganda. 
Sa présence en Tanzanie est incertaine.

## Description
L'holotype de Naja ashei, une femelle, mesure 1 507 mm dont 239 mm pour la queue. Cette espèce a le dos généralement brun-olive. Sa tête reprend la même tonalité mais est saupoudrée de gris brunâtre. Sa face ventrale est crème tacheté de gris brunâtre. 
C'est la plus grande espèce de cobra cracheur, pouvant attendre 2,8 m.
Cette espèce est venimeuse et les plus grands spécimens peuvent sécréter une dose très importante de venin. Les auteurs indiquent qu'un spécimen a produit 6,2 mL de venin pour une masse de 7,1 g.

## Étymologie
Cette espèce est nommée en l'honneur de James Ashe (1925–2004).

## Publication originale
- Wüster & Broadley, 2007 : Get an eyeful of this: a new species of giant spitting cobra from eastern and north-eastern Africa (Squamata: Serpentes: Elapidae: Naja). Zootaxa, no 1532, p. 51–68 (texte intégral).